# Frise (région historique)
Pour les articles homonymes, voir Frise.

Submersion de la Frise

La Frise est une région historique du Nord-Ouest de l'Europe, qui s'étendait le long de la mer du Nord, de la Hollande-Septentrionale (actuels Pays-Bas) au Schleswig-Holstein (actuelle Allemagne).
Ses habitants sont des Frisons et les langues les langues frisonnes.

## Aujourd'hui
Le terme « Frise » est utilisée de nos jours pour nommer plusieurs entités administratives des Pays-Bas et d'Allemagne :
- la province de Frise (Pays-Bas), dont le chef-lieu est Leeuwarden ;
- l'arrondissement de Frise (Landkreis Friesland), au nord-ouest du Land de Basse-Saxe (Allemagne), dont le chef-lieu est Jever ;
- l'arrondissement de Frise-du-Nord (Landkreis Nordfriesland), au nord-ouest du land de Schleswig-Holstein, dont le chef-lieu est Husum.

On peut y ajouter le pays (en néerlandais regio ou landstrek) de Frise-Occidentale (West-Friesland), partie de la province de Hollande-Septentrionale (Pays-Bas), dont la ville principale est Hoorn, mais ce n'est pas une subdivision officielle.

## Trois ensembles historiques
On considère que l'évolution de la Frise permet de distinguer trois ensembles historiques :
- la Frise occidentale (Frise-Occidentale au sud du Zuiderzee, province de Frise et province de Groningue au nord), liée à l'histoire des Pays-Bas à partir du XVe siècle ;
- la Frise orientale, entre les actuels Pays-Bas et la Weser, qui dans le cadre du Saint-Empire, était une confédération de républiques indépendantes, puis une principauté ;
- la Frise septentrionale, dans l'actuel Schleswig-Holstein, au sud du Danemark.

Les îles de la Frise ou « îles Frisonnes » sont un archipel côtier qui s'étend du nord des Pays-Bas au sud du Danemark en reprenant les divisions de la Frise historique :
- îles de la Frise-Occidentale ;
- îles de la Frise-Orientale ;
- îles frisonnes septentrionales.

## Histoire

### Haut Moyen Âge

#### La Frise des origines
Les Frisons s'installent dans ces régions vers le Ve siècle av. J.-C. Aux VIIe et VIIIe siècles, les chroniques franques des Mérovingiens et des Carolingiens appellent ce secteur « royaume des Frisons ». C'est aussi dans ces régions que les auteurs romains mentionnent dans l'antiquité les Frisiavons. L'étymologie est le proto-germanique *frīsō « plat ».

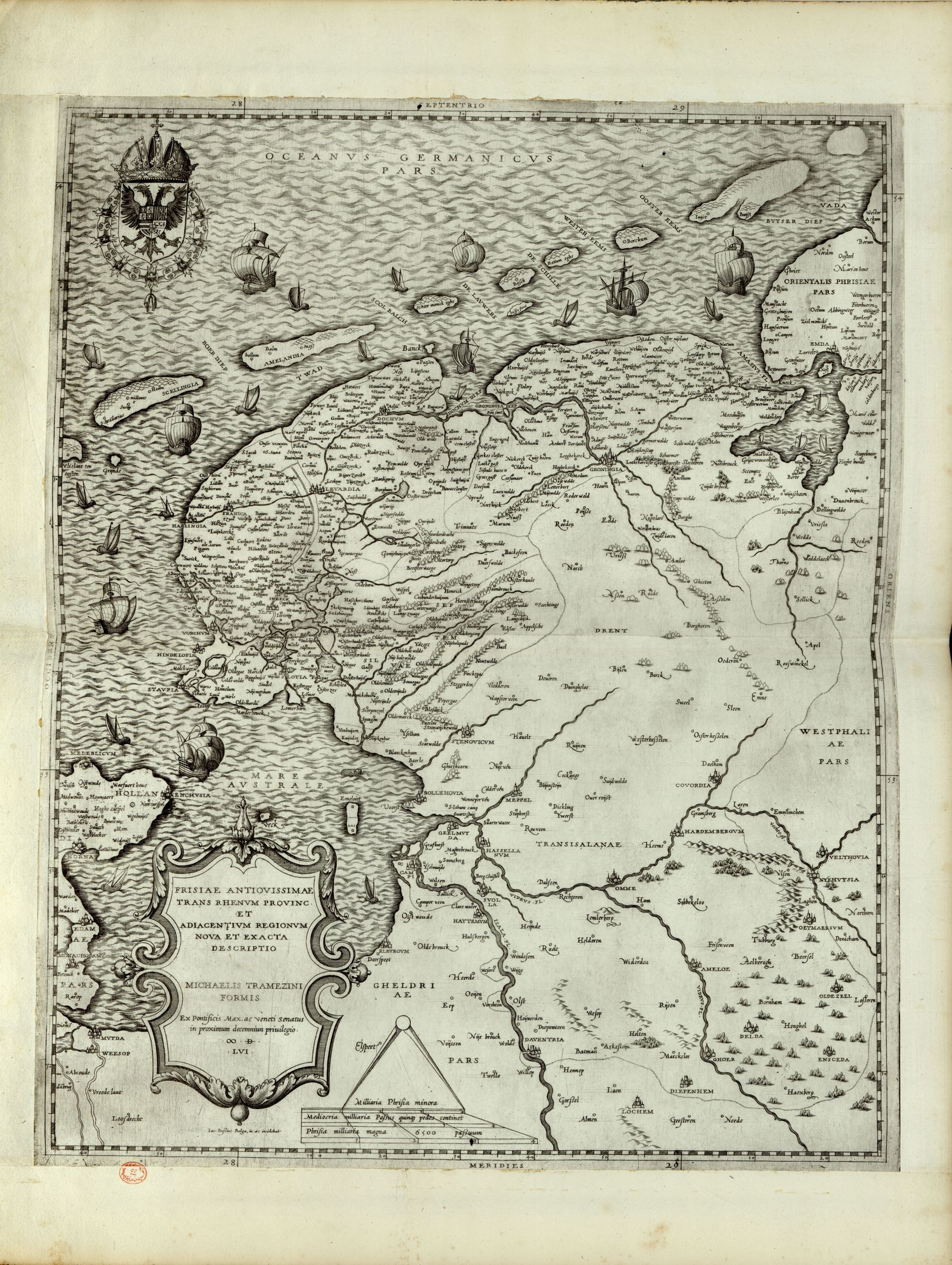
Jacob Van Deventer, Frisiae antiquissimae trans Rhenum provinc. adiacentium regionum nova et exacta descriptio, 1556.

L'expression « la Frise » (Frisia) (ou « les Frises », Frisiae) désigne une région qui s'étendait de la Weser au Sinkfal, cours d'eau aujourd'hui disparu proche du Zwin de la région de Bruges, situé à l'ouest de l'Escaut.

#### La conquête franque
La Frise est soumise par les Francs à la fin du VIIe siècle. En 689, Pépin de Herstal, maire du palais d'Austrasie, vainqueur du roi Radbod Ier de Frise, conquiert le pays jusqu'au Vlie, émissaire du Zuiderzee ; cette région, reprise par les Frisons, est reconquise par Charles Martel qui repousse Poppon, successeur de Radbod, jusqu'à la Lauwers, située à l'ouest de Groningue (734, bataille de Boarn). Le territoire frison à l'ouest de la Lauwers est dès lors incorporé au royaume franc. Sous le règne de Pépin le Bref, la Lauwers reste la frontière entre les Frisons chrétiens et Frisons idolâtres.
La conquête se poursuit sous Charlemagne dans le cadre des expéditions contre les Saxons qui assurèrent la domination franque (785, défaite de Widukind).

#### La loi des Frisons (VIIIesiècle)
La loi des Frisons divise la Frise entre la Frise occidentale du Sinkfal au Vlie, la Frise moyenne du Vlie à la Lauwers ) et la Frise orientale de la Lauwers à la Weser.
Dans la Frise occidentale, on peut détailler les pagi suivants :
- Maritima (Zélande et Quatre-Métiers) ;
- Masalant ou Marsum, les bouches de la Meuse ;
- Huitingoe, entre la Meuse et la Merwede ;
- Hollant, entre la Merwede et le Lek ;
- Lake et Isla, entre le Lek et l'Yssel hollandais ;
- Rinland, entre le Lek et le Rhin ;
- Germepi, sur le Rhin, à l'ouest d'Utrecht ;
- Instarlaka, sur les deux rives et à l'ouest du Vecht ;
- Kinnem, la partie méridionale de la Hollande-Septentrionale ;
- Texla, comprenant primitivement l'île de Texel et de plus le nord de la Hollande septentrionale ; cette dernière portion est désignée au Xe et au XIe siècle sous le nom de Comitatus Werterlingæ[5].

La Frise moyenne, qui correspond à peu près à l'actuelle province de Frise, comprend le Westergo et l'Ostergo.
La Frise orientale est découpée en une série de petits pagi :
- à l'ouest de l'Ems, Humerki, Hunesga, Fivelingo, Emisga ;
- à l'est de l'Ems (Frise orientale actuelle), Federgewe, Asterga, Nordendi, Riustri, etc[6]. Malgré les revendications des ducs d'Oldenbourg et de la province de Groningue, cette région sera gouvernée pendant cinq siècles par les comtes de Cirksena, disposant d'une relative indépendance vis-à-vis du Saint-Empire romain germanique.[pas clair]

#### La Frise dans l'empire carolingien
Réginon de Prüm rapporte qu'en 809, le roi Godfred de Danemark a envoyé un message au duc placé à la tête de la Frise, mais il ne le nomme pas, et, à part cela, on ignore quelle organisation Charlemagne a donnée à l'ensemble du pays.
En 826, Louis le Pieux concède le Riustri (pays situé sur la rive gauche de la Weser) au Normand converti Harold. C'est probablement le même personnage auquel, en 841, Lothaire Ier remet Walcheren et qui a aussi reçu Dorestad.
En 855 (traité de Prüm), la Frise est incluse dans la Lotharingie. Cependant, l'autorité des ducs ne paraît jamais s'être étendue à la Frise orientale[pas clair].

#### Normands et Francs en Frise
Le frère de Harold, Roric, et ses deux fils, Rodolphe et Godefroid, possédèrent en Frise de nombreux bénéfices. Godefroid semble avoir obtenu de Lothaire II le gouvernement du pays ; il détermina Hugues, fils de Lothaire et de Waldrade, à lui donner en 883 sa sœur Gisèle en mariage ; maître de plusieurs pagi que Roric avait possédés, il avait sous son autorité des comtes tels que Gerulf et Gardulf, et il est permis de supposer qu'il exerçait une sorte de pouvoir ducal.
Le traité de Meerssen (870), qui ne détaille pas les parties de la Frise[pas clair], semble indiquer que les comtés frisons-saxons et saxons-francs qui touchaient à la Westphalie avaient été rattachés à la Frise. Ces comtés étaient les suivants :
- la Drenthe ;
- Pagus Forestensis ou Agridiocensis sive Umbalaha, entre la Drenthe et le Zuiderzee ;
- Salland, la partie occidentale de la province d'Overijssel ;
- Twente, la partie orientale de la même province ;
- la Veluwe, partie occidentale de la province de Gueldre ;
- Flethetti, entre la Veluwe et le Vecht ;
- Nardincklant, entre Flethetti et Instarlaka ;
- Hamalant, sur la rive droite de l'IJssel (partie orientale de la Gueldre) ;
- la Betuwe, entre le Waal et le Rhin ;
- Teisterbant, sur la Meuse, le Waal et le Rhin, entre la Betuwe à l'est et le Hollant à l'ouest ;
- Tubalgo, sur le Rhin, entre Hamalant et l'Hattuarie (Clèves) ;
- l'Hattuarie, entre la Meuse et le Rhin, au nord du Moilla (Geldern)[10].

Le Normand Godefroid est assassiné en 884 par le comte saxon Eberhard sur les ordres de Charles le Gros. Celui-ci détache alors probablement la Frise de la Lotharingie en 885. Eberhard, fut à son tour tué par Waldger, fils de Gerulf (898) ; Arnulf de Carinthie lui donna pour successeur son frère Meginhard.
Au Xe siècle, on ne trouve plus trace de ce duché ; son existence éphémère s'explique par la nécessité où les rois s'étaient vus de protéger des côtes toujours exposées aux attaques des pirates scandinaves.

### Moyen Âge
Les pays frisons font en principe partie du Saint-Empire romain germanique, établi au Xe siècle par l'empereur Otton I.
Les XIe et XIIe siècles sont marqués par de nombreuses inondations, à l'origine de la formation du Zuiderzee.
Du XIIe au XVe siècle, la région connaît une période caractérisée, contrairement au reste de l'Europe occidentale, par l'absence de domination seigneuriale : c'est la période de la « liberté frisonne ».

### L'intégration au Saint-Empire et aux Pays-Bas des Habsbourg (1457-1581)
Par le traité de La Haye (12 avril 1433), la comtesse Jacqueline de Bavière renonce à tout pouvoir sur les comtés ou pays de Hainaut, Hollande, Zélande et Frise, qu'elle transfère "par don irrévocable" au duc de Bourgogne Philippe le Bon et à ses héritiers légitimes. Dès lors, la seigneurie de Frise intègre ce qu'on va appeler les Pays-Bas bourguignons.
En 1457, la région se soumet au Saint-Empire romain germanique.[pas clair]
En 1498, l'empereur Maximilien Ier désigne le duc de Saxe Albert III l'Intrépide, comme gouverneur perpétuel de la Frise. Mécontents de cette décision, les Frisons se révoltent contre le successeur de ce dernier, s'alliant avec le duc de Gueldre Charles d'Egmont.
Cette période troublée est marquée par l'épisode de la Compagnie noire d'Arum, épisode au terme duquel le duc de Gueldre cède en 1523 la Frise à l'empereur Charles Quint, qui en tant que duc de Bourgogne, souverain des Pays-Bas des Habsbourg, intègre la région de Leeuwaarden comme une des provinces néerlandaises.
En 1579, à un moment crucial du soulèvement des Pays-Bas contre Philippe II, successeur de Charles Quint, la Frise entre dans l'union d'Utrecht, qui regroupe les villes et provinces soulevées, et devient ensuite une des sept provinces de la république des Provinces-Unies, nouvel État qui apparaît en 1581, lorsque les États généraux de l'union d'Utrecht déposent Philippe II comme souverain des Pays-Bas (acte de La Haye).

### La période des révolutions (1795-1830)
La Frise est un ancien département français de l'Empire français de Napoléon, correspondant à peu près à l'actuelle province néerlandaise de Frise.

## Devise
La Frise adopte en 1254 sur sa monnaie la devise Mieux vaut la liberté que l'or pour signifier son refus de se soumettre à l'Empire et son dédain des largesses de l'empereur Guillaume de Hollande par lesquelles celui-ci tenta de la conquérir avant de lui déclarer la guerre.